# کلیف پنینگتون
کلیف پنینگتون (انگلیسی: Cliff Pennington; ۱۸ آوریل ۱۹۴۰ – ۲۶ مهٔ ۲۰۲۰) بازیکن هاکی روی یخ اهل کانادا بود.
از باشگاه‌هایی که در آن بازی کرده‌است می‌توان به مونترآل کانادینز اشاره کرد.